# Chaetoderma akkesiense
Chaetoderma akkesiense is een schildvoetigensoort uit de familie van de Chaetodermatidae. De wetenschappelijke naam van de soort is voor het eerst geldig gepubliceerd in 1943 door Okuda.